# Pyrausta hoozana
Pyrausta hoozana là một loài bướm đêm trong họ Crambidae.